# Ponana clavella
Ponana clavella är en insektsart som beskrevs av Delong, Wolda och Estribi 1983. Ponana clavella ingår i släktet Ponana och familjen dvärgstritar. Inga underarter finns listade i Catalogue of Life.